# VROOOM
VROOOM — мини-альбом группы King Crimson 1994 года, предшествовавший студийному альбому THRAK, вышедшему в 1995 году.

## Об альбоме
В июне 1993 года Роберт Фрипп решил возродить King Crimson в новом формате, с большим количество участников. В состав нового коллектива вошли старые участники Белью и Левин (бас-гитара, стик Чепмена), а также новые участники Трей Ганн (гитара Уорра) и Пэт Мастелотто (ударные). Кроме того, в группу вернулся Бруфорд, и таким образом в группе оказалось два ударника. Фрипп объяснил, что однажды днём 1992 года у него было видение «двойного трио» с двумя барабанщиками. Позже Бруфорд сказал, что он уговорил Фриппа принять его в группу в последнюю минуту и что Фрипп придумал объяснение использованию двух ударников позже. 
После репетиций в Вудстоке в октябре 1994 года группа выпустила мини-альбом VROOOM, состоящий из шести композиций, большая часть из которых (кроме двух) вошли в полноформатный диск THRAK, вышедший в следующем году. Музыкальный критик Грег Прато (Greg Prato) отметил несколько композиций, в том числе, «длинный и извилистый» инструментальный заглавный трек "VROOOM", композицию "Sex Sleep Eat Drink Dream", в которой присутствует «классический параноидальный вокал» Эдриана Белью и «красивую медленную» песню "One Time".
В сентябре 1994 года King Crimson дали серию концертов в поддержку альбома VROOOM в Буэнос-Айресе, части этих концертов были выпущены на двойном компакт-диске B’Boom: Live in Argentina в 1995 году.

## Список композиций
Все песни написаны Эдрианом Белью, Биллом Бруфордом, Робертом Фриппом, Треем Ганном, Тони Левином и Пэтом Мастелотто.
1. «VROOOM» — 7:16
2. «Sex Sleep Eat Drink Dream» — 4:42
3. «Cage» — 1:36
4. «THRAK» — 7:19
5. «When I Say Stop, Continue» — 5:20
6. «One Time» — 4:25

## Участники записи
- Роберт Фрипп — гитара;
- Эдриан Белью — гитара, вокал;
- Тон Левин — бас-гитара, стик Чапмена, синтезатор, вокал;
- Трей Ганн — стик Чапмена, вокал;
- Билл Бруфорд — ударные;
- Пэт Мастелотто — ударные.